# Guglielmo Caffè

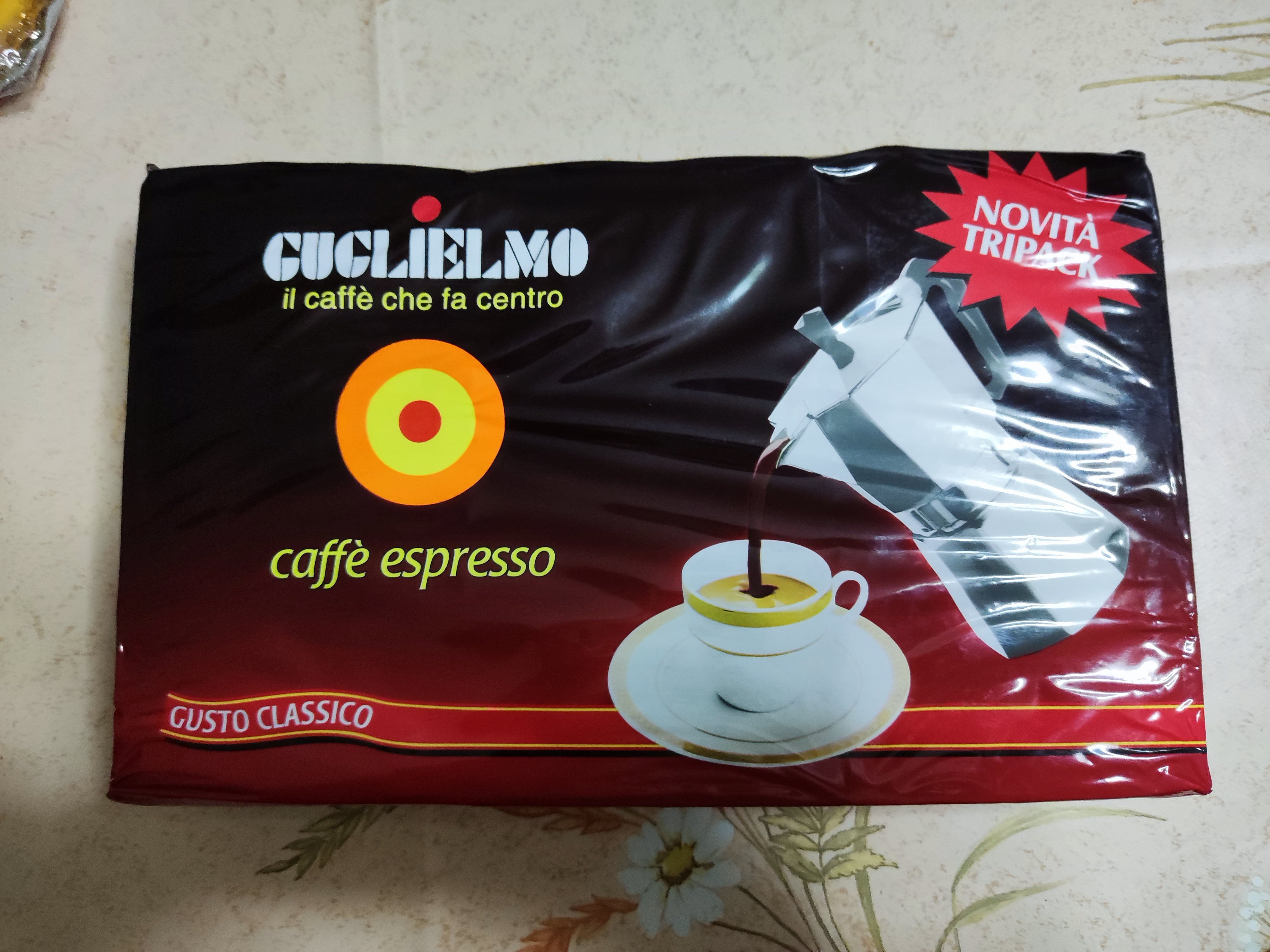
Confezione di Caffè

Guglielmo Caffè S.p.A. è una aziende calabrese produttrice di caffè, fondata nel 1943 a Catanzaro da Guglielmo Papaleo. 
Oggi l'attività è gestita dai nipoti, ha delle filiali a Roma e a Milano e negozi in varie parti d'Italia, e punta alla sua diffusione anche nel mercato estero.
Commercializza il caffè nel settore domestico e bar.
L'azienda ha una capacità di 3.000 tonnellate annue. L'attuale stabilimento di produzione del caffè Guglielmo è situato nella frazione di Copanello nel comune di Stalettì.

## Storia
Nel 1943 Guglielmo Papaleo, dopo aver lavorato come garzone in alcuni negozi alimentari, apre un piccolo negozio sul corso Mazzini all'interno del quale colloca una piccola macchina per il caffè. Quattro anni dopo inizia la vera e propria attività di produzione e vendita di caffè, per questo decide di allargare il locale per permettere la degustazione che riscuote un notevole successo fra i catanzaresi, e nel 1950 inaugura il primo bar Guglielmo.
Nel 1952 l'attività viene trasferita nel rione Stratò di Catanzaro dove ha inizio la commercializzazione nell'intera provincia, attraverso l'acquisto di curiosi automezzi pubblicitari a forma di caffettiera con tazzine.
Nel 1957 la richiesta di prodotto è tale che spingono Guglielmo Papaleo a realizzare la prima torrefazione a Catanzaro Sala, stabilimento composto da depositi doganali, reparto produzione ed uffici amministrativi. La piccola torrefazione, nata dieci anni prima, inizia ad assumere le sembianze di una vera e propria fabbrica del caffè. Il salto di qualità si ha nel 1968 quando mercato diventa sempre più esigente tanto che si inizia la costruzione dell'attuale complesso industriale in Copanello, che verrà inaugurato nel 1972 e l'azienda si trasforma in Società per azioni.
Nel 1984 entra in azienda il milanese Roberto Volpi, genero di Guglielmo Papaleo, amministratore delegato dell'azienda.
Nel 1986 entrata della "Guglielmo" nel Consorzio Torrefattori bar e l'anno dopo nel consorzio "Sao Caffè".
Tra il 1997 e il 2000 si susseguono cambiamenti e aggiornamenti strutturali, soprattutto tecnologici.
Nel 2001 si decide di ampliare gli orizzonti di investimento puntando su mercati esteri. 